# بطولة ويمبلدون 1890
قائمة ببطولات ويمبلدون لسنة 1890:

## فردي رجال
ويلوغبي هاملتون هزم  ويليام رينشاو. النتيجة: 6-8 6-2 3-6 6-1 6-1

## فردي سيدات
لينا رايس هزمت  ماي جاكس. النتيجة: 6-4, 6-1